# Apogon pselion
Apogon pselion es una especie de pez de la familia de los apogónidos en el orden de los perciformes.

## Morfología
Los machos pueden llegar a alcanzar los 4 cm de longitud total.

## Distribución geográfica
Se encuentran en el Golfo de Suez y Golfo de Aqaba.